# Штольц, Роберт
Ро́берт Эли́забет Штольц (нем. Robert Elisabeth Stolz; 25 августа 1880, Грац — 27 июня 1975, Западный Берлин) — австрийский композитор, дирижёр, по оценкам современников, «последний из королей вальса». Известен также увлечением филателией.

## Биография
Роберт Штольц был двенадцатым ребёнком в семье композитора и дирижёра Якоба Штольца и его жены Иды (урожд. Бонди), пианистки и музыкального педагога. Близким другом отца был Иоганн Брамс, который, услышав игру маленького Роберта на фортепьяно, предсказал тому блестящую музыкальную карьеру. Роберт изучал музыку в Граце, Берлине и Вене. В 1896 году, в возрасте 16 лет, он закончил Венскую консерваторию. В 1897 он был оперным концертмейстером в Городском театре Граца, в 1899 году капельмейстером в Марбурге, затем в Драве и в 1902 году в городском театре Зальцбурга.
Во время Первой мировой войны с 1914 по 1918 год Штольц служил в австрийской императорской армии, в том числе в качестве капельмейстера 4-го пехотного полка.
В начале 1920-х годов Роберт Штольц стал владельцем театра варьете «Max und Moritz». Большие расходы на содержание театра практически разорили Штольца. К тому же у театра не было лицензии. Впоследствии затею с театром Штольц назвал «самым большим фиаско во всей моей карьере». Спасаясь от кредиторов, Штольц переехал в 1924 году в Берлин. Через два года, в 1926 году, он вернулся в Вену.
После прихода к власти национал-социалистов в 1933 году, Р. Штольц за передними сиденьями своего лимузина вывез тайком несколько евреев и политически преследуемых в Австрию. Всего он совершил 21 поездку. В 1938 году, после аншлюса Штольц уехал из Австрии из-за неприятия идеологии национал-социализма. Через Цюрих он прибыл в Париж. 30 ноября 1939 года Штольц был арестован французской полицией и интернирован в лагерь «Colombe», как «враждебный иностранец». Это случилось из-за того, что четвёртая жена Роберта Штольца, некая Лилли, оставив его, похитила все драгоценности, его документы и вид на жительство. В лагере 59-летний Штольц заболел пневмонией. Он был спасен благодаря случайному знакомству с девятнадцатилетней дочерью французского банкира Ивонной Луизой Ульрих, которая училась в Париже на юриста. Узнав, что Штольц был интернирован, она собрала несколько тысяч франков на взятку для освобождения композитора. Впоследствии она стала его пятой женой. Парижские эмигранты дали ей прозвище «Айнци» «Einzi», поскольку она была единственной (einzige), кто предложил Штольцу помощь.
В 1940 году Штольц эмигрировал в Нью-Йорк, где прожил все военные годы. 28 августа 1941 года Штольца лишили немецкого гражданства, его имущество было изъято.
30 октября 1946 года Роберт и Айнци Штольц вернулись в Вену. Они стали первыми гражданскими лицами, которым разрешили перелёт из США в Австрию. У них были визы за номером 1 и 2. В Венском международном аэропорту в их честь был устроен торжественный приём, на котором присутствовал мэр Вены Теодор Кёрнер. В 1947 году австрийское правительство присвоило Штольцу звание профессора Honoris causa.

Роберт и Айнци Штольц

Роберт Штольц умер 27 июня 1975 года. Он похоронен на Венском центральном кладбище.

### Семья
Роберт Штольц состоял в браке пять раз. Его первой женой была актриса Грета Хольм, второй — певица кабаре Франци Рессель. В 1923 году он вступил в брак со своей третьей женой Джозефин Церниц. Этот брак распался через год. Его четвёртая жена Лилли оставила его в 1939 году в Париже. Пятой женой композитора стала Ивонна Луиза Ульрих («Айнци», Einzi Stolz; ум. 18 января 2004).

## Творческая деятельность
Роберт Штольц — автор более чем двух тысяч песен и вальсов, он написал музыку более чем к 60 опереттам и 100 кинофильмам. Он считается последним мастером Венской оперетты. Многие отрывки из его произведений известны и популярны до сих пор.
Р. Штольц дебютировал как композитор 3 марта 1903 года в городском театре Зальцбурга с опереттой «Прекрасная Лорхен». После ангажемента в Немецком театре в Брюнне он был музыкальным руководителем в Венском театре с 1905 по 1917 год. В этом качестве 30 декабря 1905 года он осуществил премьеру «Весёлой вдовы» (Die lustige Witwe) Франца Легара.
Кинематограф открыл перед композитором новые возможности. В 1913 году Штольцу было поручено сочинить музыку для австрийского немого фильма «Дядюшка-миллионер» («Der Millionenonkel»). Вопреки обычной музыке для кино того времени, которая исполнялась одним пианистом, произведение Штольца исполнял большой оркестр.
В послевоенные годы композитор занимался, в основном, написанием музыки для кабаре, пополняя, главным образом, репертуар своей жены Франци Рессель. В 1919 году он совместно с Отто Хейном (Otto Hein) написали песню «Hallo, du süsse Klingelfee», ставшую весьма популярной, она была переведена на русский, чешский, английский, французский и итальянский языки. Штольц — первый европейский автор фокстрота.
В 1925 году в берлинском «Кабаре комиков» Штольц поставил оперетту «Снежная сказка». В начале 1930-х годов он начал сочинять музыку для звукового кино, например, для первого немецкого звукового фильма «Два сердца в три четверти такта», одноимённый вальс из которого очень быстро стал популярным. С 1930 по 1932 год Роберт Штольц сочинил музыку к семнадцати фильмам.
Находясь в эмиграции в Париже, Роберт Штольц продолжил композиторскую деятельность. Там он сочинил оперетту «La montagne bleue». Первые попытки Штольца заявить о себе как о композиторе в США потерпели неудачу. Однако он получил приглашение от Нью-Йоркского филармонического оркестра заменить дирижёра Бруно Вальтера на концерте произведений Иоганна Штрауса «Ночь в Вене» в Карнеги-Холле. Хотя у Штольца не было никакого опыта в дирижировании симфоническим оркестром, концерт прошёл с большим успехом. Штольцу стали поступать предложения от компаний грамзаписи и радиостанций на сочинение музыки для фильмов, театральных постановок и концертов. Благодаря тому, что супруга Штольца Айнци пригласила на концерт менеджера крупнейшего американского концертного агентства, состоялся гастрольный тур оркестра по США концертной программой «Ночь в Вене». Второй концерт, на котором исполнялись произведения Иоганна Штрауса, Франца Легара, Оскара Штрауса, Имре Кальмана и Роберта Штольца, прошёл при аншлаге, собрав 20 000 зрителей.
Роберту Штольцу дважды присуждалась премия «Оскар» за музыку к фильмам «Весенний вальс» (Spring Parade; 1941) и «Это случилось завтра» (It Happened Tomorrow; 1944).
С 1950 по 1970 год Штольц был неотъемлемой частью австрийской и европейской музыкальной жизни. В 1951 году по его оперетте «Der Tanz ins Glück» режиссёром Альфредом Штёгером был снят одноимённый художественный фильм. В том же году в Лондоне был поставлен мюзикл «Rainbow Square», а в Вене оперетта «Das Glücksrezept». В 1952 году Штольц создал оперетту «Вечная Ева» (Die ewige Eva) — первую из 19 ледовых оперетт для Венского балета на льду. В 1953 году аркадный двор венской ратуши стал сценой для премьеры зингшпиля «Der liebe Augustin». Оперетта «Signorina» была поставлена в 1954 году в Нюрнберге. В 1955 году на экраны вышел фильм «Весенний парад», с участием Роми Шнайдер. Это был третий фильм на данный сюжет. Первый фильм «Весенний парад», для которого Роберт Штольц написал музыку, появился на киноэкране в 1934 году. Второй фильм на этот же сюжет, но уже под названием «Весенний вальс», вышел на экраны в 1940 году. В 1964 году композитор и либреттисты переделали киносценарий в оперетту. «Весенний парад» стала одной из самых популярных оперетт. Она с успехом ставилась не только в Австрии, но и во Франции, Бельгии. В 1957 году Штольц представил «Марш Организации Объединённых Наций», в 1958 году написал музыку к фильму «Im Prater blühn wieder die Bäume», в 1959 — к музыкальной комедии «Kitty und die Weltkonferenz». В 1962 году на фестивале в Брегенце была впервые поставлена оперетта «Trauminsel», в 1963 — музыкальная комедия «Ein schöner Herbst», либреттистом которой был австрийский писатель и театральный критик Ганс Вейгель. В 1965 году, в канун Нового года, Р. Штольц дирижировал в оперетте «Летучая мышь» И. Штрауса в Венском оперном театре. В 1967 году Штольц принимал самое непосредственное участие в праздновании столетия вальса Штрауса «На прекрасном голубом Дунае». В 1969 году в Брегенце на Боденском озере, превращённом в сцену, состоялась премьера произведения Штольца «Hochzeit am Bodensee».

## Р. Штольц и филателия

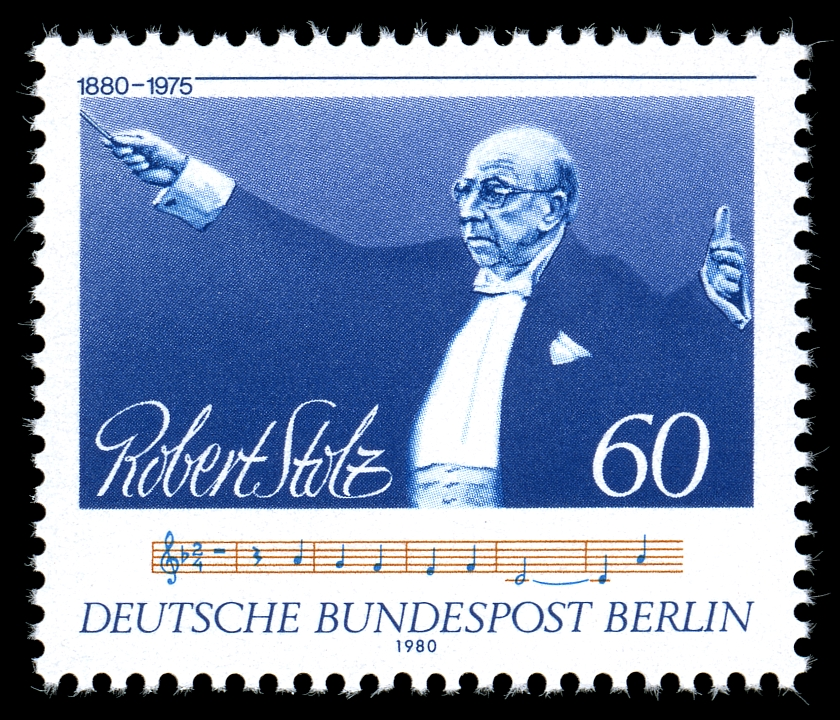
Почтовая марка Западного Берлина (1980), посвящённая Р. Штольцу

Роберт Штольц увлекался филателией с детства. Этому увлечению способствовали мечты о посещении далёких стран, где можно увидеть яркие краски природы и экзотических животных. Будучи ребёнком со слабым здоровьем, Роберт не играл со сверстниками, а с удовольствием разглядывал марки, вырезанные для него матерью из многочисленной корреспонденции отца.
Начало коллекции почтовых миниатюр юного Роберта помогли положить отец и, часто бывавший в их доме, Иоганн Брамс, который подарил шестилетнему Штольцу пачку конвертов с различными марками. Отец давал Роберту разъяснения и советы по коллекционированию марок и систематизации коллекции. С годами увлечение Штольца марками не прошло, хотя его коллекция погибла в годы аншлюса Австрии. Вернувшись в Вену, он решил вновь заняться филателией. Помогали в этом друзья и многие почитатели таланта композитора. Штольц писал:
Можно смело сказать, что я жил в двух мирах: музыки и филателии. Многие мечты юности нашли отражение в моих музыкальных произведениях. Я всегда находил время углубиться в коллекцию и отправиться на несколько часов в фантастическое путешествие по всему свету.
Эмигрировав в 1938 году во Францию и Англию, а затем в США, Штольц не смог вывезти с собой не только ряд неоконченных произведений, но и свою филателистическую коллекцию. По возвращении после войны в Вену, композитор обнаружил исчезнувшими оставленные им произведения, рукописи Брамса и Бетховена, подаренные отцом, и марки. Но вскоре Штольц возобновил собирание марок, на этот раз решив ограничиться австрийскими марками, в чём ему помогали друзья и почитатели.
В 1970 году к 90-летнему юбилею композитора австрийская почта издала памятную марку, посвящённую самому известному произведению Штольца — оперетте «Два сердца в три четверти такта», впервые отметив не президента Австрии, а другого живущего человека — представителя искусства страны. В день издания, 11 сентября 1970 года, применялся специальный штемпель с портретом композитора. Двумя месяцами позже, когда Штольцу было присвоено звание Почётного гражданина Граца, применялся другой штемпель. На имя Р. Штольца пришли тысячи поздравлений от поклонников и друзей-филателистов. Всё это вдохновило композитора на создание «Филателистического вальса», посвящённого филателистам всего мира:
Эта трогательная демонстрация любви к моим произведениям побудила меня создать «Филателистический вальс», который я посвящаю моим коллегам по коллекционированию с выражением глубокой признательности.

Почтовая марка Сан-Марино, посвящённая 100-летию со дня рождения Р. Штольца (1980). На марке помещены ноты «Филателистического вальса»

Создание «Филателистического вальса» было отмечено двумя австрийскими спецгашениями от 1 октября 1972 года и 26 мая 1973 года. Ноты вальса были помещены на почтовой марке Сан-Марино, посвящённой 100-летию со дня рождения композитора (Mi #1219; Sc #994). Это произведение исполняют теперь на различных филателистических мероприятиях.
В 1972 году Роберт Штольц, по приглашению Айрин Лоуфорд (англ. Irene Lawford), президента международной филателистической ассоциации Philatelic Music Circle (PMC), стал её членом.
В мае 1975 года, на 95-летие автора «Филателистического вальса», австрийской почтой снова применялось спецгашение. За семь дней до своей смерти композитор писал:
Мой «Филателистический вальс» сейчас записан на магнитофонные плёнки, и я надеюсь, что вы получите удовольствие, слушая эту мелодию, и она поможет вам приобрести новых друзей в нашей общей страсти.
 В 1980 году в честь 100-летнего юбилея австрийская почта выпустила марку с портретом композитора.
Роберт Штольц запечатлён на множестве почтовых марках и специальных почтовых штемпелях. Помимо Австрии, почтовые марки с портретом композитора были выпущены в Западном Берлине, Сан-Марино, Парагвае, Уругвае, Венгрии и КНДР.

### Премия Роберта Штольца
В 1979 году по предложению вдовы композитора Айнци Штольц PMC учредила ежегодную премию имени Роберта Штольца, которая присуждалась художнику за лучшую марку музыкальной тематики. Первое награждение состоялось в 1980-м, в год столетия композитора. Премия присуждалась до 1997 года.

## Награды и звания
Государственные

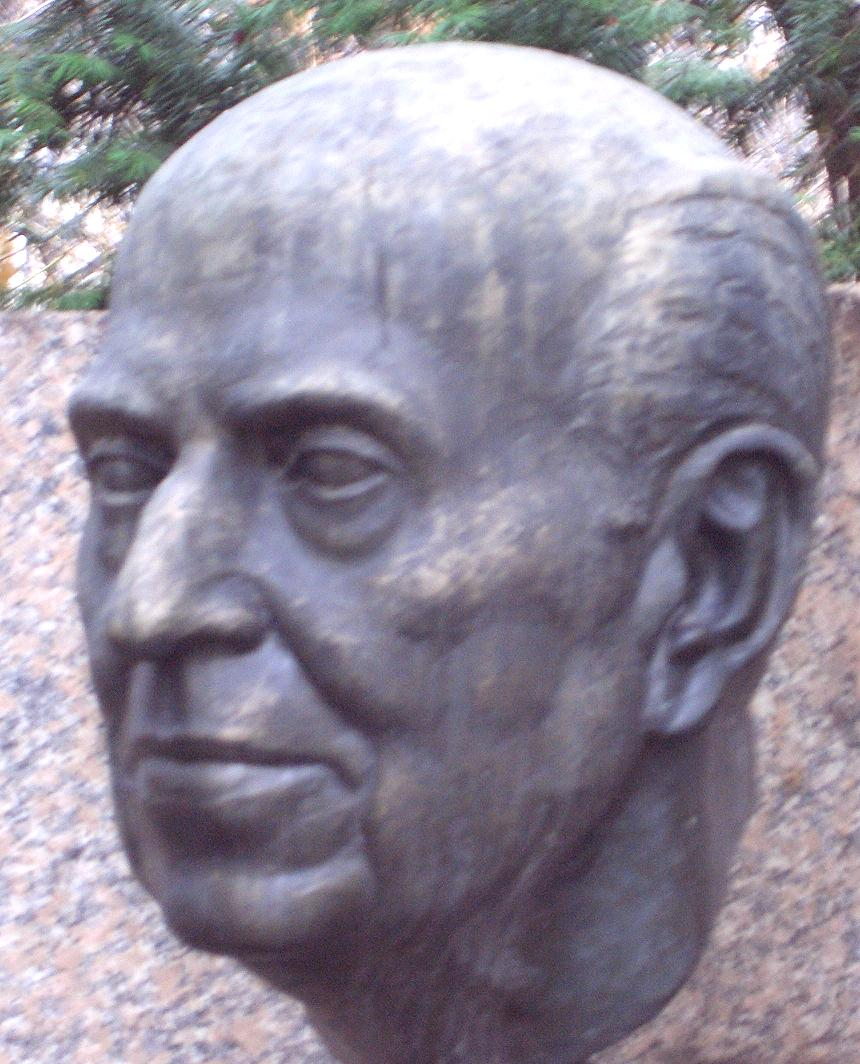
Бюст Р. Штольца в Городском парке Вены

- Командорский крест ордена «За заслуги перед Федеративной Республикой Германия» (ФРГ, 1962).
- Австрийский почётный знак «За науку и искусство» (1970).

Региональные
- Почётная грамота города Вены (1947).
- Почётный знак города Граца (1965).
- Почётный знак земли Штирия (1968).

Иностранные
- Медаль Иерусалим (1971) — за помощь в спасении еврейских граждан.
- Почетная медаль Роттердама (1970).
- Почетная медаль Иерусалима (1970).

Профессиональные
- Большая медаль Венецианского кинофестиваля (1934) — за лучшую музыку.
- Премия «Оскар» (1941) — за музыку к фильму «Весенний вальс».
- Премия «Оскар» (1945) — за музыку к фильму «Это случилось завтра».
- Золотая премия Немецкой киноакадемии (1969) — за продолжительную и выдающуюся деятельность в немецком кино.
- Почётный знак оперного фестиваля в Брегенце (1969).
- Почётный знак GEMA (1970).
- Почётный знак науки и искусства (Австрия, 1975).

Звания
- Профессор Honoris causa (1947).
- Первый почётный член Фольксопера (Вена, 1964).

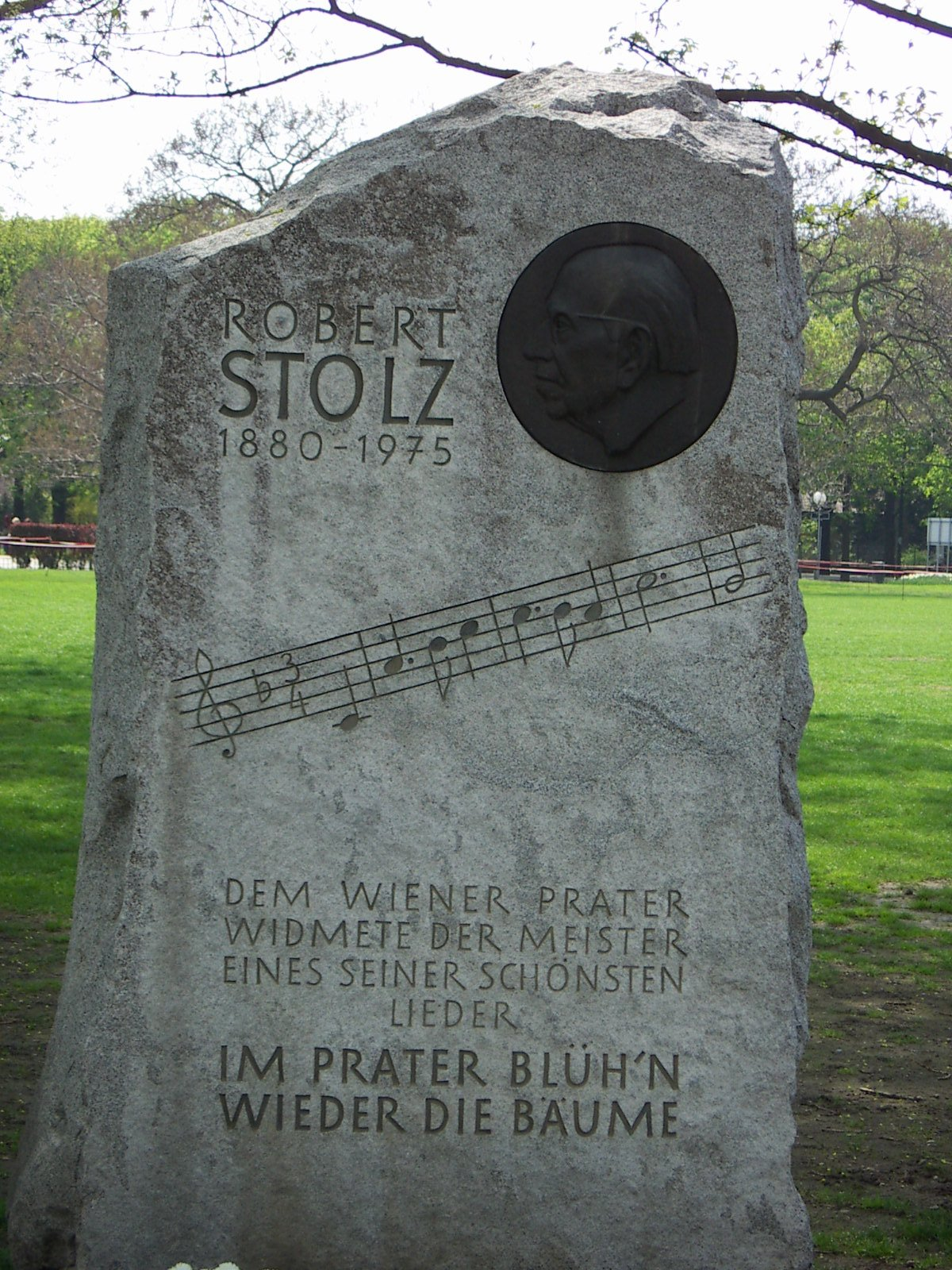
Памятник Роберту Штольцу в Пратере

- Почётный гражданин Граца (1970).
- Почётный гражданин Вены (1970).

## Память
Многие улицы и площади носят имя Роберта Штольца, ему установлены памятники. В Берлине имеется «Общество Роберта Штольца».
8 ноября 2006 года в Отделе нотных изданий и звукозаписей Российской национальной библиотеки (РНБ) в Санкт-Петербурге была открыта выставка, посвящённая жизни и творчеству Роберта Штольца. На выставке были представлены ноты и пластинки из фондов РНБ, а также филателистический экспонат «Мелодия одной жизни» члена Общества филателистов Санкт-Петербурга Елены Панькиной.

## Произведения Р. Штольца
- 1903 — Прекрасная Лорхен (Schön Lorchen; премьера 3 марта в Зальцбурге)
- 1906 — Manöverliebe  (премьера в Брюнне)
- 1908 — Весёлые женщины из Вены (Die lustigen Weiber von Wien; премьера 7 ноября в Колизее Брюнна)
- 1909 — Die Commandeuse  (премьера в Вене)
- 1910 — Гранд-отель «Эксельсиор» (Grand Hotel Excelsior) (премьера в Эрфурте)
- 1910 — Счастливая девушка (Das Glücksmädel; премьера 28 октября в театре Раймунда в Вене)
- 1911 — Король мины (Der Minenkönig; премьера в Вене)
- 1911 — Железная дева (Die eiserne Jungfrau; премьера в Вене)
- 1913 — Любимая Вена (Du liebes Wien; премьера в 25 января в Интимном театре в Вене)
- 1914 — Люмперль (Das Lumperl; премьера в театре Вильгельма в Штутгарте)
- 1916 — Фаворит (Der Favorit; оперетта, премьера в октябре в Берлине)
- 1920 — Танец в счастье (Der Tanz ins Glück; (премьера 18 октября в комедийном доме в Вене)
- 1920 — Розы Мадонны (Die Rosen der Madonna; опера, премьера 1 марта)
- 1920 — Das Sperrsechserl (премьера 1 июня в комедийном доме в Вене)
- 1921 — Петух (Kikeriki; премьера в Вене)
- 1921 — Графиня танца (Die Tanzgräfin; премьера 18 февраля в театре Wallner в Берлине)
- 1923 — Mädi (премьера 1 апреля в Берлинском театре)
- 1925 — Снежная сказка (Märchen im Schnee; премьера 1 декабря в Берлине)
- 1927 — Единственная ночь (Eine einzige Nacht)
- 1927 — Принцесса Ти-Ти-Па (Prinzessin Ti-Ti-Pa; премьера 15 мая 1928 в гражданском театре в Вене)
- 1930 — Пеппина (Peppina)
- 1930 — Утраченный вальс (премьера в Дрездене)
- 1932 — Венера в шёлке (Venus in Seide; премьера в Цюрихе)
- 1932 — Когда расцветают маленькие фиалки (Wenn die kleinen Veilchen blühen; премьера 1 апреля в Гааге)
- 1933 — Два сердца в три четверти такта (Zwei Herzen im Dreivierteltakt; премьера 30 сентября в городском театре Цюриха)
- 1934 — Лазуревые сны (Himmelblaue Träume (Grüezi); премьера 3 ноября в городском театре Цюриха)
- 1936 — Rise and Shine (премьера в мае в театре Drudy Lane в Лондоне)
- 1937 — Путешествие вокруг земли в 80 минут (Die Reise um die Erde in 80 Minuten; премьера 22 декабря в Фольксопере в Вене)
- 1937 — Сладчайший обман мира (Der süßeste Schwindel der Welt; премьера 21 декабря в театре Иоганна Штрауса в Вене)
- 1938 — Balaika (совместно с Бернардом Груном; премьера в театр Mogador в Париже)
- 1942 — Одна ночь любви (One Night of Love)
- 1945 — Мистер Штраус едет в Бостон (Mr. Strauss goes to Boston; премьера 13 августа в театре Шуберта в Бостоне)
- 1946 — Судьба в музыке (Schicksal mit Musik; премьера 24 ноября 1947 в театре Аполло в Вене)
- 1947 — Трое с берегов Дуная (Drei von der Donau; на основе произведения Иоганна Нестроя «Бродяга» («Lumpazivagabundus»), премьера 24 сентября в Венском городском театре)
- 1948 — Песня из пригорода (Ein Lied aus der Vorstadt; премьера 19 апреля в Немецком народном театре в Вене)
- 1949 — Праздник в Касабланке (Fest in Casablanca; премьера 27 марта в Нюрнберге)
- 1949 — Весна в Пратере (Frühling im Prater; премьера 22 декабря в Венском городском театре)
- 1950 — Карнавал в Вене (Karneval in Wien)
- 1951 — Рецепт счастья (Das Glücksrezept; премьера 1 мая в Венском гражданском театре)
- 1951 — Радужный сквер (Rainbow Square; Stoll Theatre, Лондон)
- 1953 — Баллада о любимом Августине (Ballade vom lieben Augustin; премьера 1 июня)
- 1955 — Синьорина
- 1956 — Маленькое головокружение в Париже (Kleiner Schwindel in Paris; премьера 31 декабря в Театре в Йозефштадте в Вене)
- 1962 — Остров грёз (Trauminsel)
- 1962 — Прочь из Юкатана
- 1963 — Прекрасная осень (Ein schöner Herbst; премьера 5 июня в театре Йозефштадта в Вене)
- 1964 — Весенний парад (Frühjahrsparade; премьера 5 марта в Фольксопере в Вене)
- 1969 — Свадьба на Боденском озере (Hochzeit am Bodensee)

### Музыка к кинофильмам
- 1913 — Дядюшка-миллионер (Der Millionenonkel)
- 1929 — Мелодия сердца (Melodie des Herzens)
- 1930 — Два сердца в три четверти такта (Zwei Herzen im Dreiviertel-Takt)
- 1930 — Сегодня ночью — возможно (Heute nacht — eventuell)
- 1930 — Фокус (Hokuspokus)
- 1930 — Танго для тебя (Ein Tango für Dich)
- 1930 — Кабинет доктора Ларифари (Das Kabinett des Dr. Larifari)
- 1930 — Временная Вдова (The Temporary Widow)
- 1930 — Марионетка (Der Hampelmann)
- 1930 — Der Herr auf Bestellung
- 1930 — Маленький офицер… До свидания! (Petit officier… Adieu!)
- 1930 — Мое сердце инкогнито (Mon coeur incognito)
- 1930 — Leutnant warst Du einst bei deinen Husaren
- 1931 — Однажды в Вене я любил девушку (In Wien hab' ich einmal ein Mädel geliebt)
- 1931 — Весёлые женщины из Вены (Die Lustigen Weiber von Wien)
- 1931 — Похищение Моны Лизы (Der Raub der Mona Lisa)
- 1931 — Маркиза Помпадур (Die Marquise von Pompadour)
- 1932 — Я не хочу знать, кто ты (Ich will nicht wissen, wer du bist)
- 1932 — Принц Аркадии (Der Prinz von Arkadien)
- 1932 — Песня, поцелуй, девушка (Ein Lied, ein Kuß, ein Mädel)
- 1933 — О чём мечтают женщины (Was Frauen träumen)
- 1933 — Ночь большой любви (Die Nacht der großen Liebe)
- 1933 — Свадьба на озере Вольфганг (Hochzeit am Wolfgangsee)
- 1933 — Принц Аркадии (Prince of Arcadia)
- 1934 — Мое сердце зовёт тебя (Mein Herz ruft nach dir)
- 1934 — Мое сердце зовёт тебя (Mon coeur t’appelle)
- 1934 — Весенний парад (Frühjahrsparade)
- 1934 — Два сердца в три четверти такта (Two Hearts in Waltz Time)
- 1934 — Приключение в Южном экспрессе (Abenteuer im Südexpress)
- 1934 — Господин без квартиры (Der Herr ohne Wohnung)
- 1935 — Я люблю всех женщин (Ich liebe alle Frauen)
- 1935 — Я люблю всех женщин (J’aime toutes les femmes)
- 1935 — Цирк «Заран» (Zirkus Saran)
- 1935 — Небо на земле (Der Himmel auf Erden)
- 1936 — Herbstmanöver
- 1936 — Конфетти (Konfetti)
- 1936 — Не засыпайте без поцелуя (Ungeküsst soll man nicht schlafen gehn)
- 1937 — Die Austernlilli
- 1937 — Очарование Богемы (Zauber der Boheme)
- 1937 — Кто ваша подруга? (Who’s Your Lady Friend?)
- 1937 — Музыка для тебя (Musik für dich)
- 1940 — Весенний вальс
- 1944 — Это случилось завтра (It Happened Tomorrow)
- 1947 — Une nuit à Tabarin
- 1948 — Встреча в Зальцкаммергуте (Rendezvous im Salzkammergut)
- 1948 — Маленькая мелодия из Вены (Kleine Melodie aus Wien)
- 1949 — Очаровательный мошенник (Ein Bezaubernder Schwindler)
- 1949 — Мой друг, который не мог сказать «нет» (Mein Freund, der nicht nein sagen konnte)
- 1951 — Танец в счастье (Tanz ins Glück)
- 1952 — 1 апреля 2000 (1. April 2000)
- 1953 — Возвращайся… (Komm zurück…)
- 1954 — Всё для тебя, моё сокровище (Alles für dich, mein Schatz)
- 1955 — Марш для императора (Die Deutschmeister)
- 1955 — Весенний парад
- 1958 — В Пратере снова расцвели деревья (Im Prater blüh’n wieder die Bäume)
- 1959 — Traumrevue
- 1960 — Мадонна из роз (De Madonna met de rozen) (ТВ)
- 1961 — Im schwarzen Rößl
- 1964 — Лето в Тироле (Sommer i Tyrol)
- 1966 — Конгресс смеется (Der Kongreß amüsiert sich)
- 1967 — Een Avond in Wenen (ТВ)
- 1967 — Влюблённый в Австрию (Verliebt in Österreich)
- 1970 — Я люблю мир (Ich liebe die Welt) (ТВ)
- 1985 — Когда расцветают маленькие фиалки (Wenn die kleinen Veilchen blühen)
- 1994 — Высокая мода (Prêt-à-Porter)